# Torrance
Torrance és una ciutat dels Estats Units a l'estat de Califòrnia. Segons el cens del 2009 tenia 149.111 habitants.

## Demografia
Segons el cens del 2000, Torrance tenia 137.946 habitants, 54.542 habitatges, i 36.270 famílies. La densitat de població era de 2.593,1 habitants/km².
Dels 54.542 habitatges en un 31,1% hi vivien nens de menys de 18 anys, en un 52,1% hi vivien parelles casades, en un 10,3% dones solteres, i en un 33,5% no eren unitats familiars. En el 27,5% dels habitatges hi vivien persones soles el 9,1% de les quals corresponia a persones de 65 anys o més que vivien soles. El nombre mitjà de persones vivint en cada habitatge era de 2,51 i el nombre mitjà de persones que vivien en cada família era de 3,1.
Per edats la població es repartia de la següent manera: un 23% tenia menys de 18 anys, un 6,8% entre 18 i 24, un 32,4% entre 25 i 44, un 23,8% de 45 a 60 i un 14,1% 65 anys o més.
L'edat mediana era de 39 anys. Per cada 100 dones de 18 o més anys hi havia 91,5 homes.
La renda mediana per habitatge era de 56.489 $ i la renda mediana per família de 67.098 $. Els homes tenien una renda mediana de 51.472 $ mentre que les dones 37.114 $. La renda per capita de la població era de 28.144 $. Entorn del 4,5% de les famílies i el 6,4% de la població estaven per davall del llindar de pobresa.

## Poblacions més properes
El següent diagrama mostra les poblacions més properes.